# Estibiotantalita
La estibiotantalita es un mineral óxido de composición Sb(Ta,Nb)O4.
Fue descrito en 1893 por G. A. Godyer y F. C. S. Assayer a partir de unas muestras procedentes de Australia Occidental.
Su nombre hace referencia a su contenido en antimonio (stibi, del término «stibium», antimonio en latín) y a su parecido a la tantalita.

## Propiedades
La estibiotantalita es un mineral translúcido cuyo color va de amarillo a pardo oscuro, rojo o pardo verdoso.
Presenta lustre adamantino o resinoso.
Es quebradizo, tiene dureza 5,5 en la escala de Mohs y una densidad entre 5,98 y 7,34 g/cm³.
Es muy soluble en ácido fluorhídrico, pero no en otros ácidos.
Cristaliza en el sistema ortorrómbico, clase piramidal (mm2).
Contiene en torno a un 40% de Sb2O3 y entre un 43% y un 60% de Ta2O5, siendo el niobio el tercer catión más importante, pudiendo alcanzar el contenido de Nb2O5 el 11%.
Es miembro del grupo mineralógico de la cervantita (Sb3+Sb5+O4), del que forman parte, además de cervantita, clinocervantita, bismutocolumbita y estibiocolumbita.

## Morfología y formación
La estibiotantalita forma cristales prismáticos paralelos a [010] y aplanados en [010], cuyo tamaño puede alcanzar los 12 cm.
En algunos casos, los cristales exhiben evidencia morfológica de hemimorfismo.
Forma maclas polisintéticas con eje en [010] y plano de composición {001}.
Es un mineral accesorio poco común en pegmatitas graníticas complejas.
Aparece asociado a tantalita, antimonio, allemontita, microlita, estibiomicrolita, litiofilita, casiterita y columbita–tantalita.

## Yacimientos
La localidad tipo de este mineral está en el campo de estaño de Greenbushes (Australia Occidental); en este mismo estado hay estibiotantalita en el condado de Ravensthorpe y en el de Yilgarn.
Otros depósitos se localizan en Guanpo (Sanmenxia, China), Hitachiohta (prefectura de Ibaraki, Japón) y provincia de Nuristán (Afganistán).
Asimismo, se han encontrado grandes cristales de interés gemológico en la pegmatita Muiâne (Zambezia, Mozambique).
Estados Unidos cuenta con varios yacimientos, entre los que destacan los de Maine (Topham), Colorado (pegmatita Brown Deby) y California (Ramona y distrito de Mesa Grande); en este último enclave son notables los ejemplares procedentes de la mina Himalaya.